# Филофей (Карамицос)
Митрополи́т Филофе́й (греч. Μητροπολίτης Φιλόθεος, в миру Ма́ркос Карами́цос, греч. Μάρκος Καραμήτσος; 1 сентября 1924, Стамбул — 10 мая 2017, Энглвуд, Нью-Джерси) — епископ Константинопольской православной церкви; митрополит Мелойский (1971—2017).

## Биография
Был старшим ребёнком в семье Георгия Карамицоса и Ламбрини Апостолиду.
Начал свое обучение в Свято-Троицкой школе в стамбульском районе Бейоглу, по окончании которой поступил в среднюю школу Зографион. Окончив её, из-за политической и экономической нестабильности в Турции, переехал в Грецию. Прибыв в Грецию, поступил в церковную школу Коринфа и после завершения курса обучения поступил и окончил богословский факультет Афинского университета.
30 июня 1950 года в церкви святого Николая в Афинах был хиротонисан во диакона, после чего служил в храме святого Артемия, расположенном в афинском районе Панграти.
В 1956 году был вызван служить диаконом при архиепископе Афинском в Благовещенском кафедральном соборе и часовне королевского дворца в Афинах.
В 1960 году был приглашён архиепископом Американским Иаковом (Кукузисом) служить в США. По принятии в клир Американской архиепископии служил диаконом архиепископа Иакова в течение года с четвертью.
25 июля 1961 года был хиротонисан во пресвитера и назначен священником Благовещенского храма в городе Скрантоне, штат Пенсильвания.
В 1965 году был переведён в храм святого Елевферия на Манхэттене, где служил до 1971 года, активно участвуя в работе приходской школы.
9 апреля 1971 года решением Священного синода Константинопольской православной церкви был избран для рукоположения в сан епископа Мелойского, викария архиепископа Американского Иакова. 6 июня 1971 года в Свято-Троицком соборе в Нью-Йорке состоялась его архиерейская хиротония.
Будучи в сане епископа, председательствовал на духовном суде Американской архиепископии, был ответственным за реестровый отдел Архиепископии (Registry Department), давал письменные показания от имени архиепископа Иакова, представлял архиепископа Иакова на местных собраниях клира и общества «Φιλόπτωχος». В отсутствие епископа в Чикагской епархии он в течение тринадцати месяцев исполнял обязанности управляющего епархией. В течение трёх лет занимал пост директора Академии святого Василия.
В феврале 1992 года назначен управляющим Архиепископского округа — в его обязанности входило управление приходами в Манхэттене, Бруклине, Стейтен-Айленде и Бронксе.
1 октября 1997 года ушёл на покой при новом главе Американской архиепископии архиепископе Спиридоне (Папагеоргиу), после чего проживал на покое в Форт-Ли, штат Нью-Джерси.
8 июля 2015 года был вновь призван к служению и определён действующим митрополитом Мелойским.
2 марта 2017 года был госпитализирован в больницу Энглвуда, штат Нью-Джерси, где ему была сделана срочная операция. 6 мая, проходя очередную процедуру диализа, вновь был экстренно госпитализирован в палату интенсивной терапии больницы Englewood, где скончался 10 мая 2017 года.